# دل ريسمان
دل ريسمان (بالإنجليزية: Del Reisman)‏ هو كاتب سيناريو أمريكي، ولد في 13 أبريل 1924 في لوس أنجلوس في الولايات المتحدة، وتوفي بنفس المكان في 8 يناير 2011.

## وصلات خارجية
- دل ريسمان على موقع IMDb (الإنجليزية)
- دل ريسمان على موقع أول موفي (الإنجليزية)
- دل ريسمان على موقع قاعدة بيانات الأفلام السويدية (السويدية)
- دل ريسمان على موقع قاعدة بيانات الفيلم (الإنجليزية)
- دل ريسمان على موقع كينوبويسك (الروسية)